# Baglad
Baglad ist eine ungarische Gemeinde im Kreis Lenti im Komitat Zala.

## Geografische Lage
Baglad liegt 33 Kilometer südwestlich des Komitatssitzes Zalaegerszeg, 7,5 Kilometer nordwestlich der Kreisstadt Lenti und 5 Kilometer östlich der Grenze zu Slowenien an dem Fluss Nagy-völgyi-patak.  Nachbargemeinden sind Csesztreg, Zalabaksa, Resznek und Nemesnép.

## Geschichte
Im Jahr 1913 gab es in der damaligen Kleingemeinde 49 Häuser und 290 Einwohner auf einer Fläche von 835  Katastraljochen. Sie gehörte zu dieser Zeit zum Bezirk Alsólendva im Komitat Zala.

## Sehenswürdigkeiten
- Hölzerner Glockenturm, erbaut um 1865

## Verkehr
Durch Baglad verläuft die Landstraße Nr. 7418. Es bestehen Busverbindungen nach Lendvajakabfa, nach Csesztreg sowie über Belsősárd und Rédics nach Lenti. Der nächstgelegene Bahnhof befindet sich 8 Kilometer südlich in Rédics.